# أمازون أصفر الجبهة
أمازون اصفر الجبهة (الاسم العلمي: Alipiopsitta xanthops) (بالإنجليزية: Yellow-faced Parrot) هو طائر ينتمي إلى (فصيلة: Psittacidae).